# Michel Fourniret
Michel Fourniret (ur. 4 kwietnia 1942 w Sedanie, zm. 10 maja 2021 w Paryżu) – francuski seryjny morderca i pedofil, nazywany Ogrem z Arden. 
Został zatrzymany w czerwcu 2003 przy próbie zamordowania emigrantki z Konga. Przyznał się do uprowadzenia, zgwałcenia i zamordowania dziewięciu dziewczynek. Morderstw dokonywał w latach 80. i 90. XX w. – na przestrzeni 14 lat. Był również podejrzewany o dokonanie 10 innych morderstw: dziewięciu we Francji i jednego w Belgii. Od zatrzymania przebywał w areszcie na terytorium Belgii. 27 marca 2008 rozpoczął się jego proces karny, który trwał dwa miesiące. 28 maja 2008 został skazany na karę dożywotniego pozbawienia wolności za popełnienie ośmiu morderstw.
Jego żona, Monique Olivier, zadenuncjowała swojego męża po tym jak w innym procesie sąd skazał Michelle Martin, żonę innego seryjnego mordercy, Marca Dutroux, za współudział w jego zbrodniach. Po zatrzymaniu zaczęła zeznawać w nadziei na niższy wymiar kary. Olivier była oskarżona o jedno morderstwo i pomoc mężowi w kolejnych sześciu. Mimo współpracy z policją, podobnie jak Michel, została skazana na karę dożywotniego pozbawienia wolności.
Michael Fourniret był z wykształcenia elektrykiem. Odsiadywał już wyrok za przestępstwa na tle seksualnym we Francji. Mimo to otrzymał pracę dozorcy w szkole w Belgii.

## Ofiary Fournireta
| Lp. | Ofiara                  | Wiek | Data              |
| --- | ----------------------- | ---- | ----------------- |
| 1.  | Isabelle Laville        | 17   | 11 grudnia 1987   |
| 2.  | Farida Hellegouarch     | 31   | 12 kwietnia 1988  |
| 3.  | Fabienne Leroy          | 20   | 4 sierpnia 1988   |
| 4.  | Jeanne-Marie Desramault | 22   | 18 marca 1989     |
| 5.  | Elisabeth Brichet       | 12   | 20 grudnia 1989   |
| 6.  | Natacha Danais          | 13   | 24 listopada 1990 |
| 7.  | Céline Saison           | 18   | 16 maja 2000      |
| 8.  | Manyana Thumpong        | 13   | 5 maja 2001       |